# VfB Hüls
Verein für Bewegungsspiele 48/64 Hüls e.V. é uma agremiação esportiva alemã, fundada a 22 de julho de 1948, sediada em Marl, na Renânia do Norte-Vestfália.

## História
O clube foi criado em 1948. Em 27 de janeiro de 1951 houve uma associação com o Verein für Rasenspiele 1948 e. V. Marl-Hüls. O VfB 48/64 Hüls foi criado em 1976 através da fusão de VfR 1948 e. V. e Marl-Hüls SuS 1964 Drewer-Süd e. V.
Os atletas do VfB Hüls disputaram por vários anos a Oberliga Westfalen.
Após o rebaixamento da Oberliga, em 2007, na temporada seguinte 2007-2008 foi campeão da Verbandsliga Westfalen, conseguindo o acesso em 2008-2009 à Nordrhein-Westfalen-Liga (V).

## Títulos
- Campeão da Oberliga Westfalen: 2000;
- Campeão da Verbandsliga Westfalen (Grupo 1): 2008;

## Cronologia recente
- 1997/98 – Oberliga Westfalen - 12º
- 1998/99 – Oberliga Westfalen - 4º
- 1999/00 – Oberliga Westfalen - 1º
- 2000/01 – Oberliga Westfalen - 3º
- 2001/02 – Oberliga Westfalen - 4º
- 2002/03 – Oberliga Westfalen - 7º
- 2003/04 – Oberliga Westfalen - 6º
- 2004/05 – Oberliga Westfalen - 4º
- 2005/06 – Oberliga Westfalen - 7º
- 2006/07 – Oberliga Westfalen - 18º
- 2007/08 – Verbandsliga Westfalen (Grupo 1) - 1º ↑
- 2008/09 – Nordrhein-Westfalen-Liga - 14º
- 2009/10 – Nordrhein-Westfalen-Liga - 16º
- 2010/11 - Nordrhein-Westfalen-Liga - 15º
- 2011/12 - Nordrhein-Westfalen-Liga - 7º ↑
- 2012/13 - Regionalliga West -